# لوسی مورتون

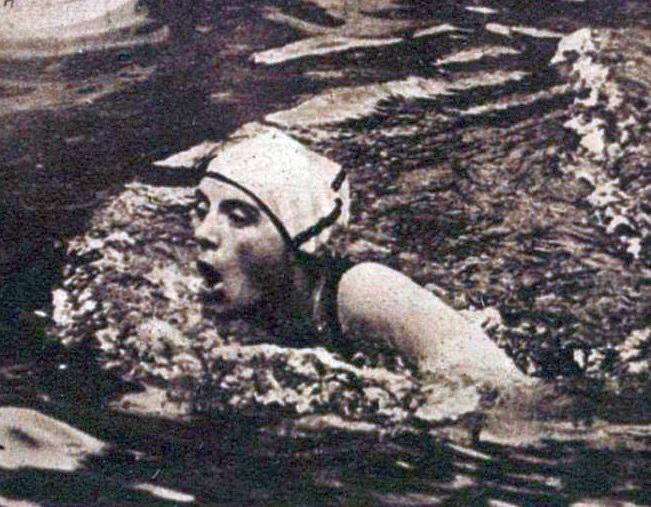
لوسی مورتون در سال ۱۹۲۴

لوسی مورتون (انگلیسی: Lucy Morton; ۲۳ فوریهٔ ۱۸۹۸ – ۲۶ اوت ۱۹۸۰) یک شناگر اهل بریتانیا بود.
از افتخارات وی میتوان به کسب مدال ۲۰۰ متر قورباغه زنان در بازی‌های المپیک تابستانی ۱۹۲۴ اشاره کرد.